# Juan María Alcedo
Juan María Alcedo Serrano (Rota, 5 febbraio 2001) è un calciatore spagnolo, difensore del Córdoba.

## Caratteristiche tecniche
Gioca come terzino sinistro.

## Carriera

### Club
Nato a Rota in Andalusia, Alcedo ha iniziato a giocara a calcio con Rota e Atlético Sanluqueño per poi entrare a far parte del settore giovanile del Siviglia nel 2016. Nel 2020 è stato promosso nel Siviglia Atlético con cui ha debuttato il 1º novembre nell'incontro di Segunda División B pareggiato 2-2 contro il Real Murcia. Nel corso della stagione 2021-2022 ha fatto diverse apparizioni in panchina con la prima squadra, senza però mai riuscire a debuttare.
Svincolatosi al termine della stagione, il 7 luglio 2022 ha firmato un triennale con l'Albacete appena promosso in Segunda División. Il 20 agosto ha esordito nella serie cadetta spagnola contro il Burgos ed il 26 novembre seguente ha segnato il suo primo gol in carriera nel successo per 2-1 sul Racing Santander.
Il 10 luglio 2023 è stato ceduto in prestito per una stagione al Mirandés.

### Nazionale
Nel 2019 ha giocato quattro incontri con la Spagna Under-18.

## Statistiche

### Presenze e reti nei club
Statistiche aggiornate al 25 marzo 2024.
| Stagione        | Squadra           | Campionato      | Campionato | Campionato | Coppe nazionali | Coppe nazionali | Coppe nazionali | Coppe continentali | Coppe continentali | Coppe continentali | Altre coppe | Altre coppe | Altre coppe | Totale | Totale | Totale |
| Stagione        | Squadra           | Comp            | Pres       | Reti       | Comp            | Pres            | Reti            | Comp               | Pres               | Reti               | Comp        | Pres        | Reti        | Pres   | Reti   |        |
| --------------- | ----------------- | --------------- | ---------- | ---------- | --------------- | --------------- | --------------- | ------------------ | ------------------ | ------------------ | ----------- | ----------- | ----------- | ------ | ------ | ------ |
| 2020-2021       | Siviglia C        | TD              | 1          | 0          |                 | -               | -               |                    | -                  | -                  |             | -           | -           | 1      | 0      |        |
| 2020-2021       | Siviglia Atlético | SDB             | 21         | 0          |                 | -               | -               |                    | -                  | -                  |             | -           | -           | 21     | 0      |        |
| 2021-2022       | Siviglia Atlético | PDR             | 36         | 0          |                 | -               | -               |                    | -                  | -                  |             | -           | -           | 36     | 0      |        |
| 2022-2023       | Albacete          | SD              | 23         | 1          | CR              | 2               | 0               |                    | -                  | -                  |             | -           | -           | 25     | 1      |        |
| 2023-2024       | Mirandés          | SD              | 21         | 0          | CR              | 2               | 0               |                    | -                  | -                  |             | -           | -           | 23     | 0      |        |
| Totale carriera | Totale carriera   | Totale carriera | 102        | 1          |                 | 4               | 0               |                    | -                  | -                  |             | -           | -           | 106    | 1      |        |